# Роум Тауншип (округ Кроуфорд, Пенсільванія)
Роум Тауншип (англ. Rome Township) — селище (англ. township) в США, в окрузі Кроуфорд штату Пенсільванія. Населення — 1991 особа (2020).

## Демографія
Згідно з переписом 2010 року, у селищі мешкало 1840 осіб у 537 домогосподарствах у складі 420 родин. Було 639 помешкань
Расовий склад населення:
| - 99,1 % — білих - 0,1 % — чорних або афроамериканців |

До двох чи більше рас належало 0,7 %. Частка іспаномовних становила 0,3 % від усіх жителів.
За віковим діапазоном населення розподілялося таким чином: 38,6 % — особи молодші 18 років, 50,7 % — особи у віці 18—64 років, 10,7 % — особи у віці 65 років та старші. Медіана віку мешканця становила 27,2 року. На 100 осіб жіночої статі у селищі припадало 99,3 чоловіків;  на 100 жінок у віці від 18 років та старших — 101,8 чоловіків також старших 18 років.
Середній дохід на одне домашнє господарство  становив 53 407 доларів США (медіана — 44 423), а середній дохід на одну сім'ю — 56 223 долари (медіана — 48 611). Медіана доходів становила 31 375 доларів для чоловіків та 25 000 доларів для жінок. За межею бідності перебувало 27,1 % осіб, у тому числі 38,9 % дітей у віці до 18 років та 6,7 % осіб у віці 65 років та старших.
Цивільне працевлаштоване населення становило 786 осіб. Основні галузі зайнятості: виробництво — 30,7 %, освіта, охорона здоров'я та соціальна допомога — 13,7 %, роздрібна торгівля — 11,1 %, сільське господарство, лісництво, риболовля — 8,8 %.